# Jim Justice
James Conley Justice II (27 de abril de 1951) es un empresario y político estadounidense que ejerce como senador de los Estados Unidos por el estado de Virginia Occidental desde enero de 2025, antes se desempeñó como gobernador de Virginia Occidental de 2017 a enero de 2025. Con un patrimonio neto de alrededor de $1.2 mil millones, es la persona más rica de Virginia Occidental. Heredó un negocio de minería de carbón de su padre y construyó un imperio empresarial con más de 94 empresas, incluido Greenbrier, un resort de lujo.
En 2015, Justice anunció su candidatura a gobernador en las elecciones para gobernador de Virginia Occidental de 2016. Aunque Justice era un republicano registrado antes de postularse para gobernador, se postuló como demócrata y derrotó al candidato republicano, Bill Cole. Menos de siete meses después de asumir el cargo, Justice volvió al Partido Republicano después de anunciar sus planes en un mitin con el presidente de Estados Unidos, Donald Trump, en el estado. En la carrera para gobernador de 2020, ganó la reelección sobre el retador demócrata Ben Salango.